# Katherine Dieckmann
Katherine Dieckmann est une réalisatrice américaine.

## Filmographie

### Cinéma
- 2000 : Good Baby
- 2006 : Diggers
- 2009 : Maman, mode d'emploi (Motherhood)
- 2016 : Strange Weather

### Télévision
- 1991-1996 : The Adventures of Pete and Pete[1]

### Clips
- Shiny Happy People de R.E.M.
- Stand de R.E.M.
- Your Ghost de Kristin Hersh
- Jupiter 4 de Sharon Van Etten